# Florian Miguel
Florian Miguel, né le 1er septembre 1996 à Bruges en Gironde, est un footballeur franco-portugais évoluant au poste d'arrière gauche à Burgos CF.

## Biographie

### Formation et Tours FC
Né à Bruges, près de Bordeaux, Florian Miguel ne tarde pas à prendre sa première licence, à l'Entente Sportive de Bruges, dès l'âge de six ans. Un des dirigeants du club se trouve également être un recruteur pour le célèbre voisin girondin, et dès neuf ans le petit Florian file aux Girondins de Bordeaux pour les cinq années suivantes. Il passe du poste de milieu gauche à la défense latérale, mais ne réussit pas à convaincre le club de le faire entrer en pré-formation. Il décide donc de rejoindre le club d'Arlac dans la banlieue bordelaise où il réalise une très bonne saison, gagnant au passage le championnat U15 devant les Girondins.
Surclassé plusieurs fois et sélectionné en équipe d'Aquitaine pour la Coupe Nationale, Florian est alors contacté par Bernard Blaquart et le Tours FC où il signe un contrat d'aspirant. L'installation au centre de formation est un peu délicate mais la saison reprend rapidement et le conduit même jusqu'à un rassemblement de l'équipe de France à Clairefontaine, pour une série de matchs amicaux. Le jeune Miguel continue donc son ascension puisque dès sa seconde année en U17, il est appelé par Alexandre Dujeux en U19 et ne quittera plus le groupe de la saison. En 2013-2014, l'équipe est reprise en main par Gilbert Zoonekynd, et même s'il fait toujours partie du groupe, Florian se blesse durement pendant la préparation d'avant saison, mais reviendra rapidement à son niveau avant d'être champion de France U19.
À la reprise de la saison 2014-2015, Florian intègre le groupe de CFA2 et s'inscrit, en parallèle, en FAC d'Espagnol. Le jeune homme, bien entouré par sa famille, n'oublie pas ses études. Mais rapidement c'est le groupe professionnel qu'il rejoint et il commence sa carrière professionnelle à Saran en coupe de France. La qualification en poche, Florian Miguel va ensuite enchaîner les apparitions en participant à trois autres matchs de coupe de France. Puis en seconde partie de saison, il prend part à six matchs de Ligue 2 dont le premier de sa carrière le 24 janvier contre le Valenciennes FC.
La saison suivante, il trouve une place beaucoup plus importante dans l'effectif et devient titulaire indiscutable. En cours de saison, il signe même son premier contrat professionnel.

### Nîmes Olympique
Après cent douze matchs en quatre saisons avec son club formateur, le Tours FC, et une relégation en National 1, Florian Miguel s'engage pour trois ans avec le Nîmes Olympique, club promu en Ligue 1. Le joueur découvre donc la Ligue 1 pour la saison 2018-2019 en prenant part à treize rencontres avant d'être auteur de deux bonnes saisons en Ligue 1 en jouant à quarante-cinq reprises et en marquant son premier but dans l'élite lors d'une victoire trois buts à un contre l'AS Monaco en février 2020.
Pour sa troisième saison au club, le Nîmes Olympique termine à la 19e place et se voit relégué en Ligue 2. Arrivé en fin de contrat, Florian Miguel ne prolonge.

### Départ pour l'étranger
Il quitte le club en 2021 et signe en deuxième division espagnol au SD Huesca pour deux ans. Il y joue deux saisons avant de découvrir la première division belge avec l'Oud-Heverlee Louvain puis revenir l'année suivante en seconde division espagnol en signant au Burgos CF.

### Sélections nationales
En décembre 2012, il est appelé avec l'équipe de France des moins de 17 ans.

## Statistiques
Le tableau ci-dessous retrace la carrière de Florian Miguel depuis ses débuts :
| Saison                | Club                  | Championnat           | Championnat | Championnat | Coupe nationale | Coupe nationale | Coupe de la Ligue | Coupe de la Ligue | Total | Total |
| Saison                | Club                  | Division              | M.          | B.          | M.              | B.              | M.                | B.                | M.    | B.    |
| 2014-2015             | Tours FC              | Ligue 2               | 6           | 0           | 4               | 0               | -                 | -                 | 10    | 0     |
| 2015-2016             | Tours FC              | Ligue 2               | 28          | 0           | 3               | 0               | 4                 | 0                 | 35    | 0     |
| 2016-2017             | Tours FC              | Ligue 2               | 28          | 4           | 1               | 1               | 1                 | 0                 | 30    | 5     |
| 2017-2018             | Tours FC              | Ligue 2               | 31          | 4           | 2               | 2               | 4                 | 1                 | 37    | 7     |
| Sous-total            | Sous-total            | Sous-total            | 93          | 8           | 10              | 3               | 9                 | 1                 | 112   | 12    |
| 2018-2019             | Nîmes Olympique       | Ligue 1               | 13          | 0           | -               | -               | 2                 | 0                 | 15    | 0     |
| 2019-2020             | Nîmes Olympique       | Ligue 1               | 24          | 1           | 2               | 0               | -                 | -                 | 26    | 1     |
| 2020-2021             | Nîmes Olympique       | Ligue 1               | 21          | 0           | -               | -               | -                 | -                 | 21    | 0     |
| Sous-total            | Sous-total            | Sous-total            | 58          | 1           | 2               | 0               | 2                 | 0                 | 62    | 1     |
| 2021-2022             | SD Huesca             | Segunda Division      | 41          | 2           | 1               | 0               | -                 | -                 | 42    | 2     |
| 2022-2023             | SD Huesca             | Segunda Division      | 37          | 1           | -               | -               | -                 | -                 | 37    | 1     |
| Sous-total            | Sous-total            | Sous-total            | 78          | 3           | 1               | 0               | -                 | -                 | 79    | 3     |
| 2023-2024             | Oud-Heverlee Louvain  | Jupiler League        | 26          | 1           | 2               | 1               | -                 | -                 | 28    | 2     |
| 2024-2025             | Burgos CF             | Segunda Division      | 25          | 0           | 1               | 1               | -                 | -                 | 26    | 1     |
| Total sur la carrière | Total sur la carrière | Total sur la carrière | 280         | 13          | 16              | 5               | 11                | 1                 | 307   | 19    |

## Palmarès
En équipe de jeunes, il est champion de France des moins de 19 ans avec le Tours FC.